# Gustave Moynier

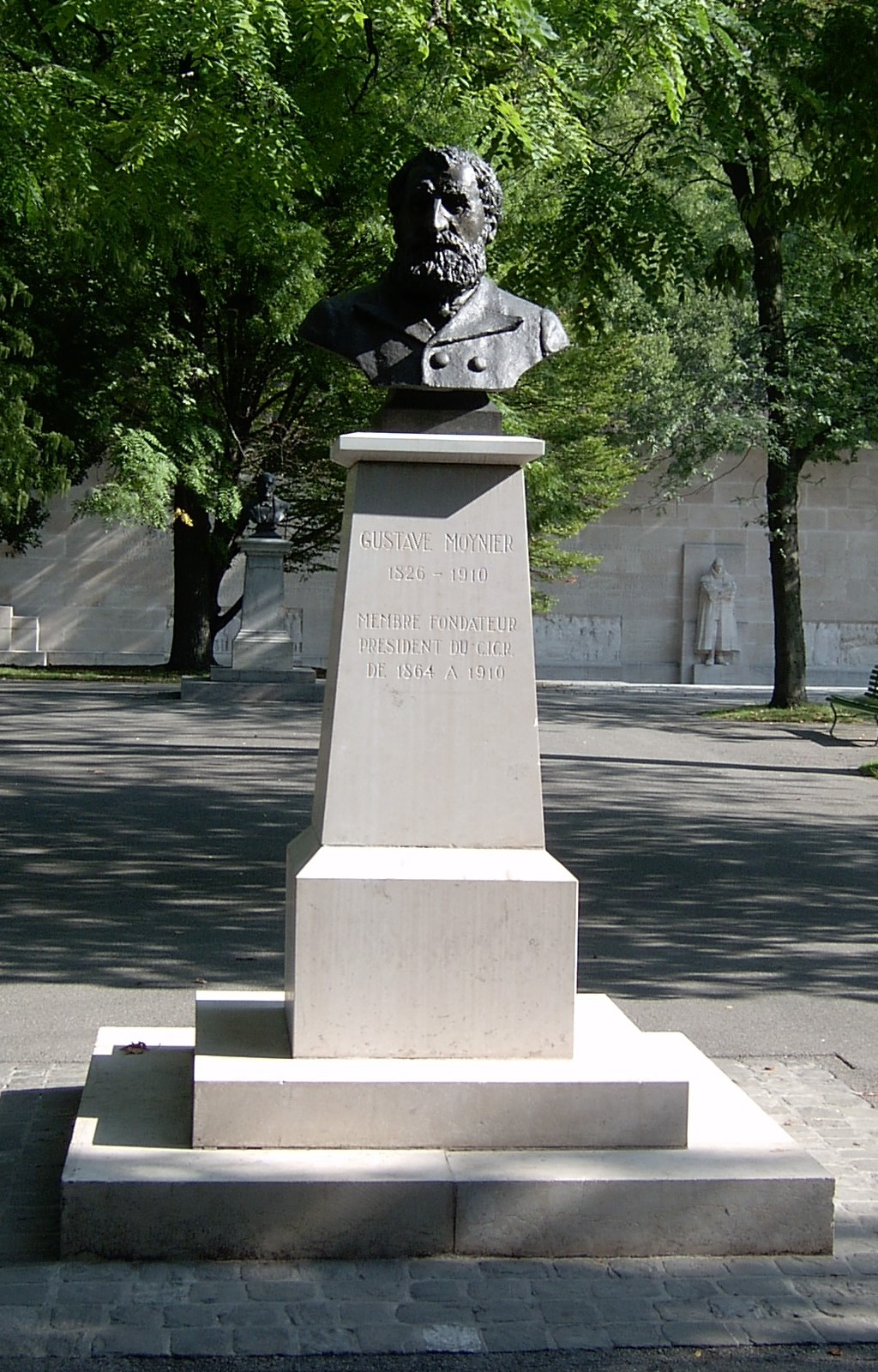
Gedenkbüste für Gustave Moynier im Genfer Parc des Bastions

Louis Gabriel Gustave Moynier (* 21. September 1826 in Genf; † 21. August 1910 ebenda) war ein Schweizer Jurist und insbesondere in verschiedenen karitativen Organisationen und Vereinen seiner Heimatstadt Genf aktiv. Er war Mitbegründer des 1863 entstandenen Internationalen Komitees der Hilfsgesellschaften für die Verwundetenpflege, das seit 1876 den Namen Internationales Komitee vom Roten Kreuz (IKRK) trägt. Ein Jahr nach der Gründung des Komitees übernahm er von Guillaume-Henri Dufour das Amt des Präsidenten und hatte es bis zu seinem Tod inne. Durch seine langjährige Tätigkeit als Präsident erwarb er sich grosse Verdienste um die Entwicklung des IKRK in den ersten Jahrzehnten nach der Gründung. Innerhalb des Komitees galt er allerdings als Widersacher Henry Dunants, der mit seinem 1862 erschienenen Buch „Eine Erinnerung an Solferino“ den Anstoss zur Gründung der Rotkreuz-Bewegung gegeben hatte.
Darüber hinaus hatte Gustave Moynier entscheidenden Anteil an der Gründung des Institut de Droit international im September 1873, einer wissenschaftlichen Vereinigung zur Weiterentwicklung des internationalen Rechts. Er war somit an der Entstehung von zwei mit dem Friedensnobelpreis ausgezeichneten Institutionen massgeblich beteiligt, ohne jedoch trotz mehrfacher Nominierung selbst den Preis erhalten zu haben. Zu den zahlreichen Würdigungen seines Wirkens zählten neben verschiedenen rotkreuzspezifischen Ehrungen auch hochrangige staatliche Orden der damaligen Zeit, Mitgliedschaften in Gelehrtengesellschaften und vergleichbaren Organisationen sowie Ehrendoktortitel verschiedener Universitäten in den Bereichen Rechtswissenschaften, Soziologie und Medizin.

## Leben

### Studium und soziales Engagement

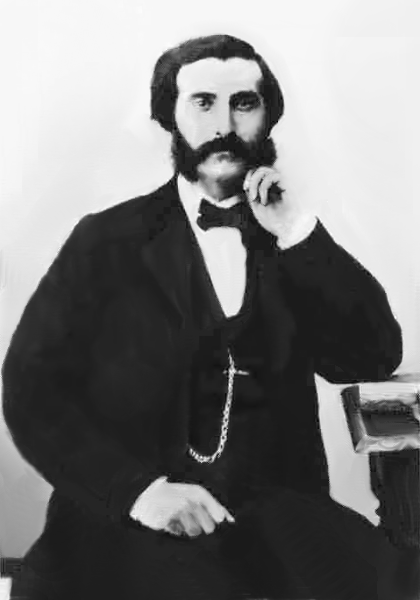
Gustave Moynier in jungen Jahren, genaue Datierung unbekannt

Gustave Moynier wurde 1826 in Genf geboren und stammte aus einer wohlhabenden und angesehenen Familie von Händlern und Uhrmachern, die aus religiösen Gründen im 18. Jahrhundert aus dem französischen Languedoc nach Genf ausgewandert war und dort in einem bürgerlich geprägten Teil der Stadt lebte. Sein Vater Jacques André Moynier (1801–1885) heiratete im November 1824 Laure Deonna und war zwölf Jahre lang in der Genfer Lokalpolitik aktiv, unter anderem von 1843 bis 1846 als Mitglied des Conseil d’Etat, des Staatsrates des Kantons Genf. Gustave Moynier war das einzige Kind aus der Ehe seiner Eltern. Er besuchte 1834 zunächst eine Genfer Privatschule und anschliessend von 1835 bis 1842 das Collège Calvin sowie bis 1846 eine Akademie zur Vorbereitung auf ein Studium. Aufgrund der Unruhen in Genf, die sich im Oktober 1846 aus der Ablehnung der Auflösung des Sonderbundes durch den Staatsrat sowie den Genfer Grossen Rat ergaben, ging die Familie Moynier im gleichen Jahr nach Paris ins Exil. Hier studierte er von 1846 bis 1850 Rechtswissenschaften und schloss das Studium im März 1850 mit dem Doktortitel ab, im Juli des gleichen Jahres erhielt er seine Anwaltszulassung. In Paris lernte er darüber hinaus auch seine spätere Frau Jeanne-Françoise (1828–1912) kennen, eine Tochter des Bankiers Barthélemy Paccard. Sie heirateten am 14. Juni 1851 und hatten im Laufe der gemeinsamen Ehe zwei Töchter und drei Söhne. Drei der Kinder starben allerdings bereits früh.
Die Heirat mit seiner Frau brachte ihm aufgrund ihrer Herkunft, noch über seine eigenen familiären Verhältnisse hinaus, Wohlstand, soziale Sicherheit und gesellschaftliche Anerkennung. Sie befreite ihn insbesondere von der Notwendigkeit einer geregelten Tätigkeit zum Lebensunterhalt. Aufgrund seiner calvinistischen Überzeugungen begann er deshalb bald nach seiner Rückkehr nach Genf im Jahr 1851, sich mit sozialen Problemen und Fragen des Gemeinwohls zu beschäftigen. Ein zweiter Grund war wahrscheinlich, dass er sich selbst wegen seines introvertierten und scheuen Charakters als nicht geeignet für den Beruf des Anwalts sah. 1856 übernahm er den Vorsitz der Genfer Gemeinnützigen Gesellschaft. Er war darüber hinaus in etwa 40 weiteren karitativen Organisationen und Gruppen tätig, deren Spektrum von Verbesserungen der Situation von Gefängnisinsassen bis hin zur Versorgung von Waisenkindern reichte, und nahm an mehreren internationalen Wohltätigkeitskongressen teil. Im Zuge der Unruhen in den Jahren 1856 bis 1857 aufgrund des royalistischen Putsches in Neuchâtel leistete Moynier Im Januar und Februar 1857 fünf Wochen Dienst in der Schweizer Armee als Soldat des Genfer Regimentes.
1862 bekam er von Henry Dunant ein Exemplar von dessen Buch „Eine Erinnerung an Solferino“ zugesandt. Er zeigte grosses Interesse an der Realisierung von Dunants Ideen zur Gründung von freiwilligen Hilfsorganisationen für die Versorgung von Kriegsverletzten und brachte das Buch am 9. Februar 1863 in der Mitgliederversammlung der Genfer Gemeinnützigen Gesellschaft zur Diskussion. In der darauf folgenden Debatte überzeugte er die Mitglieder der Gesellschaft nach deren anfänglichen Bedenken von Dunants Vorschlägen. In der Folge entstand zunächst als Komitee der Fünf eine Kommission der Gesellschaft zur Untersuchung der Realisierbarkeit von Dunants Ideen. Mitglieder dieser Kommission waren ausser ihm und Dunant die Ärzte Louis Appia und Théodore Maunoir sowie der Armeegeneral Guillaume-Henri Dufour. Bereits acht Tage später benannten die Mitglieder die Kommission in Internationales Komitee der Hilfsgesellschaften für die Verwundetenpflege um, und 1876 erhielt das Komitee seinen noch heute gültigen Namen Internationales Komitee vom Roten Kreuz. Zum Präsidenten des Gremiums wurde nach der Gründung 1863 Dufour gewählt, Moynier wurde zunächst Vizepräsident. An der Ausarbeitung der ersten Genfer Konvention, die ein Jahr später im August 1864 verabschiedet wurde, war er wesentlich beteiligt.

### Der Konflikt mit Henry Dunant

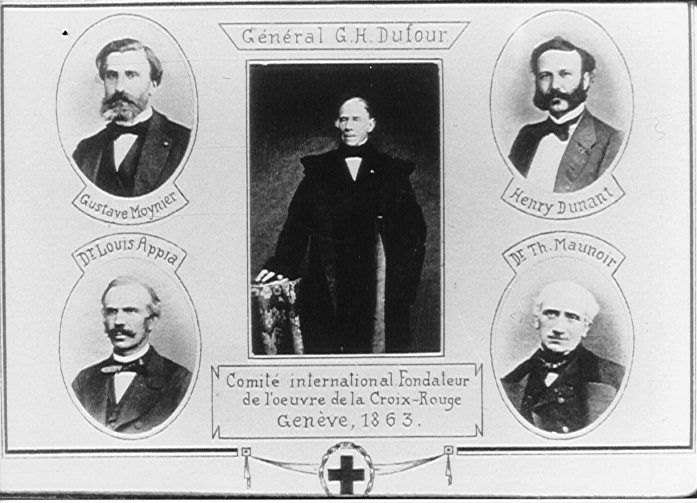
Zeitgenössische Darstellung der fünf Gründungsmitglieder des Internationalen Komitees (Moynier oben links)

Schon frühzeitig zeigten sich Differenzen zwischen Moynier und Dunant zur Frage, wie weit die Befugnisse der zu gründenden Hilfsorganisationen reichen sollten und wie die Gründung juristisch und organisatorisch zu erfolgen habe. Ausgangspunkt dieser Auseinandersetzung war die Idee Dunants, im Falle eines bewaffneten Konflikts die Hilfskräfte und Verwundeten zwischen den kriegsführenden Parteien unter den Schutz der Neutralität zu stellen. Moynier war ein entschiedener Gegner dieser Idee, da er sie für kaum realisierbar hielt und bei einem Beharren ein Scheitern des gesamten Projekts befürchtete. Dunant warb jedoch bei politisch und militärisch einflussreichen Persönlichkeiten in ganz Europa eigenmächtig für seine Vorstellungen und hatte, als es 1864 zur Verabschiedung der ersten Genfer Konvention kam, damit auch Erfolg. Im gleichen Jahr wurde Moynier Präsident des Internationalen Komitees und setzte sich in dieser Funktion vor allem für die Verbreitung und Akzeptanz der Genfer Konvention ein.
Nach seinem Amtsantritt kam es aber auch zu einer Zunahme der Spannungen zwischen dem Pragmatiker Moynier und dem Idealisten Dunant. Diese führten nach dem Bankrott Dunants im Jahr 1867 zu dessen hauptsächlich durch Moynier betriebenen Ausschluss aus dem Internationalen Komitee. Dunant verliess Genf und lebte in den folgenden Jahren unter ärmlichen Verhältnissen in verschiedenen europäischen Ländern. Es gilt als wahrscheinlich, dass Moynier durch seinen Einfluss mehrfach verhinderte, dass Dunant finanzielle Hilfe durch Unterstützer aus verschiedenen Ländern gewährt wurde. Aufgrund der Bestrebungen von Moynier wurde beispielsweise die Goldmedaille der Sciences Morales der Pariser Weltausstellung im Jahr 1867 nicht an Dunant, sondern zu gleichen Teilen an Moynier, Dufour und Dunant verliehen. Das Preisgeld kam somit nicht Dunant zugute, sondern wurde an das Internationale Komitee überwiesen. Ein Angebot des französischen Kaisers Napoléon III., die Hälfte von Dunants Schulden zu begleichen, wenn dessen Freunde die andere Hälfte übernehmen würden, wurde aufgrund von Moyniers Betreiben nie realisiert.

### IKRK-Präsidentschaft

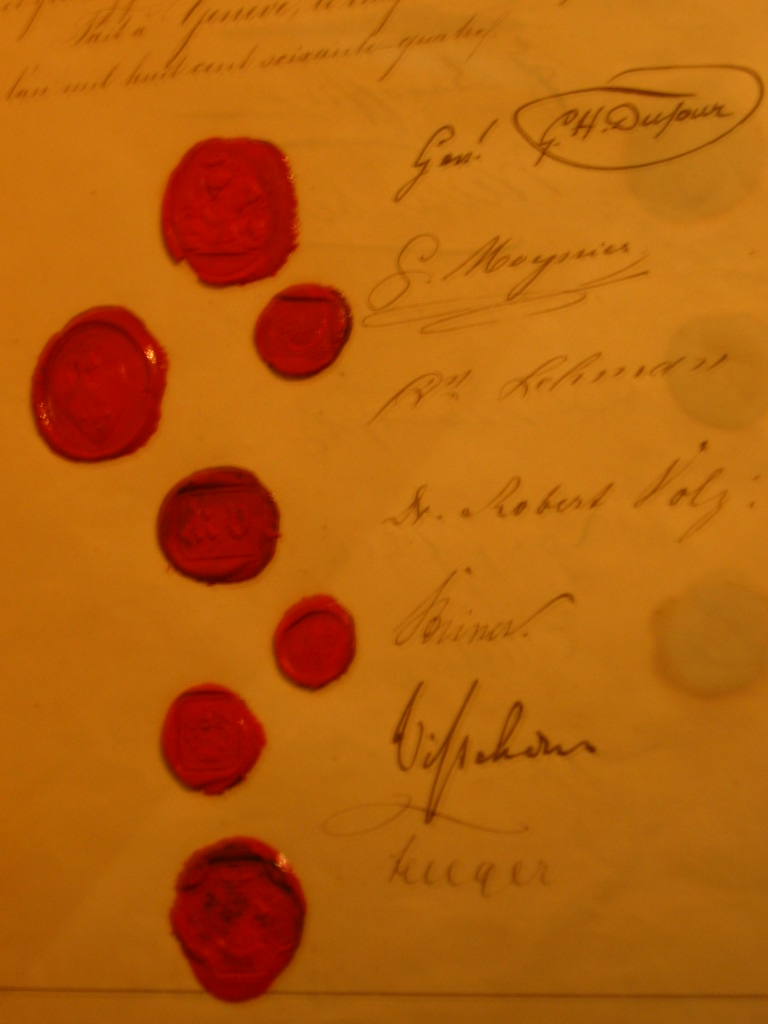
Die Unterschrift von Gustave Moynier auf der Genfer Konvention von 1864 (zweite von oben)

Bereits kurz nach seinem Amtsantritt begann er, neben der Hilfe für Kriegsverwundete als originärer Aufgabe des IKRK auch Möglichkeiten zur Verhinderung von bewaffneten Konflikten zu untersuchen. Ebenso beschäftigte er sich mit der Frage der Zusammenarbeit zwischen dem IKRK und den in den folgenden Jahrzehnten entstehenden nationalen Rotkreuz-Gesellschaften. Seine ursprüngliche Idee, dass jede Gesellschaft ein Mitglied des Komitees entsenden sollte, verwarf er allerdings später insbesondere aufgrund von Befürchtungen, dass dies im Fall von Konflikten zu Spannungen und Beeinträchtigungen der Tätigkeit des Komitees führen könnte. Bereits 1870 war er der Meinung, dass die nationalen Gesellschaften ein Bündnis bilden würden, das vor allem auf der Zusicherung gegenseitiger Unterstützung beruhen sollte. In gewisser Weise sah er damit die Gründung der Liga der Rotkreuz-Gesellschaften voraus, die allerdings erst neun Jahre nach seinem Tod erfolgte.
Um seine Vorstellungen zu veröffentlichen und zu verbreiten, nutzte er seinen Einfluss als Herausgeber des 1869 erstmals erschienenen Bulletin international des Sociétés de secours, des offiziellen Organs des IKRK. 1873 veröffentlichte er in der Juli-Ausgabe des Bulletins einen Rückblick auf die ersten zehn Jahre der Rotkreuz-Bewegung. Henry Dunant wurde in diesem Artikel nicht erwähnt. Es ist historisch nicht eindeutig nachvollziehbar, ob Moynier Angst hatte vor negativen Folgen für das Internationale Komitee aufgrund von Dunants aus seiner Sicht zweifelhaftem Ruf, oder ob er bewusst sich selbst als den alleinigen Gründer des Roten Kreuzes darstellen wollte. Im Jahr 1874 formulierte er erstmals vier Grundsätze für die Tätigkeit des IKRK und der nationalen Gesellschaften, nämlich die Existenz einer einzigen Rotkreuz-Gesellschaft in jedem Land (Zentralisierung), die Vorbereitung der Gesellschaften auf den Einsatz im Kriegsfall (Bereitschaft), die unterschiedslose Behandlung der Opfer (Neutralität) und die Zusammenarbeit zwischen den Gesellschaften (Solidarität). In späteren Veröffentlichungen postulierte er Universalität, Nächstenliebe, Brüderlichkeit, Gleichheit und Nichtdiskriminierung als die Prinzipien, denen jede nationale Gesellschaft verpflichtet sei und deren Einhaltung er als Voraussetzung für eine Anerkennung durch das Internationale Komitee betrachtete. Insbesondere dem Zusammenhalt zwischen den nationalen Gesellschaften mass er bis zu seinem Tod besondere Bedeutung für die Verbreitung und Weiterentwicklung der Rotkreuz-Bewegung bei. 1882 veröffentlichte er unter dem Titel «La Croix-Rouge, son passé et son avenir» - «Das Rote Kreuz, seine Vergangenheit und seine Zukunft» - ein Buch zur Entstehungsgeschichte des Roten Kreuzes.
Zu den Feierlichkeiten zum 25-jährigen Bestehen der Rotkreuz-Bewegung schlug er am 18. September 1888 das noch heute gültige Motto Inter arma caritas - «Inmitten der Waffen Nächstenliebe» - als gemeinsame Losung aller Rotkreuz-Vereine vor. Im März 1889 verschickte er an alle nationalen Gesellschaften eine Publikation mit dem Titel «But et Organisation générale de la Croix Rouge», in der er wichtige allgemeine Prinzipien und Regeln für deren Tätigkeit zusammenfasste. Diese Broschüre wurde in den nächsten Jahrzehnten mehrfach erweitert und neu aufgelegt, ab 1930 erschien sie als «Handbuch des Internationalen Roten Kreuzes» (heute «Handbuch der Internationalen Rotkreuz- und Rothalbmond-Bewegung»). Im Oktober 1898 bat er das Internationale Komitee aufgrund gesundheitlicher Probleme, ihn von der Position des Präsidenten zu entbinden. Die anderen Mitglieder überzeugten ihn jedoch davon, sein Rücktrittsgesuch zurückzunehmen und stattdessen einige seiner bisherigen Aufgaben abzugeben, so beispielsweise die Position des Herausgebers des Bulletins. Auch weitere Versuche in den Jahren 1904 und 1907, sich vom Amt zurückzuziehen, führten lediglich zur Befreiung von weiteren Verpflichtungen, so dass er weiterhin zumindest offiziell als Präsident fungierte.
Er unterstützte die Initiative des russischen Zaren Nikolaus II. zur Einberufung der ersten Internationalen Friedenskonferenz in Den Haag im Jahr 1899, konnte jedoch aufgrund seiner Gesundheitsprobleme nicht selbst an dieser Konferenz teilnehmen. Das IKRK war deshalb nur durch Édouard Odier als Mitglied der Schweizer Delegation vertreten. Moynier begrüsste die im Rahmen dieser Konferenz erfolgte Annahme eines Abkommens zur Anwendung der Regeln der Genfer Konvention von 1864 auf den Seekrieg. Eine Überarbeitung der Konvention selbst sah er jedoch als Aufgabe des IKRK im Rahmen einer Konferenz in Genf an und widersetzte sich deshalb entsprechenden Bestrebungen im Vorfeld der Konferenz in Den Haag. Er hatte zwischen 1864 und 1885 mehrere Vorschläge zur Erweiterung der Konvention veröffentlicht und damit grossen Anteil an der neuen Fassung, die im Juli 1906 beschlossen wurde. Eine der wichtigsten Neuerungen war dabei die explizite Anerkennung freiwilliger Hilfsgesellschaften zur Versorgung der Kriegsverletzten.

### Das Institut de Droit international

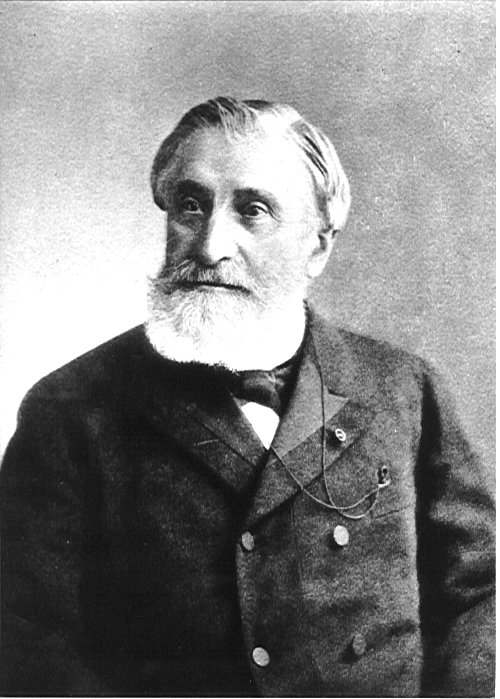
Gustave Moynier in späteren Jahren, genaue Datierung unbekannt

Auf einer Zusammenkunft des Internationalen Komitees am 3. Januar 1872 unterbreitete Moynier, unter dem Eindruck massiver Verstösse gegen die Genfer Konvention während des Preussisch-Französischen Krieges von 1870/71, erstmals einen förmlichen Vorschlag zur Einrichtung eines Internationalen Schiedsgerichts zur Ahndung von Verstössen gegen das Kriegs- und Völkerrecht. Dieser Vorschlag wurde anschliessend unter dem Titel «Note sur la création d’une institution judiciaire internationale propre à prévenir et à réprimer les infractions à la Convention de Genève» im Bulletin international des Sociétés de secours aux militaires blessés (Ausgabe 11, April 1872, S. 122) veröffentlicht. Moynier änderte damit grundlegend seine noch 1870 publizierte Auffassung, dass ein solcher Gerichtshof unnötig sei, da zur Durchsetzung der Genfer Konvention der Druck der öffentlichen Meinung ausreichen würde. Wie die Konvention von 1864 bestand auch dieser Entwurf aus zehn Artikeln. Zu einer Zeit, als viele Nationalstaaten gerade erst entstanden und somit Souveränitätsdenken und Nationalbewusstsein die Stimmung in Europa prägten, wurde dieser Vorschlag jedoch von keinem Land offiziell unterstützt und damit nicht umgesetzt.
Ein Jahr später, am 8. September 1873, gründete Moynier mit zehn anderen Juristen aus verschiedenen Ländern im belgischen Gent das Institut de Droit international (Institut für Völkerrecht). Dieses Institut sollte als unabhängige Einrichtung zur Weiterentwicklung des Völkerrechts und dessen Implementierung beitragen. Moynier hatte neben dem belgischen Juristen Gustave Rolin-Jaequemyns, den er 1862 während eines Wohlfahrtkongresses in London kennengelernt hatte, den grössten Anteil an der Idee zur Gründung. Am 9. September 1880 wurde das von ihm verfasste Manuel des lois de la guerre sur terre von der sechsten Sitzung des Instituts in Oxford einstimmig angenommen. Dieses auch als Oxford Manual bezeichnete Handbuch war vor allem als Grundlage für die nationale Gesetzgebung zum Kriegsrecht in den damaligen Staaten gedacht. Im Jahr 1892 leitete er die in Genf stattfindende 13. Sitzung des Instituts, zwei Jahre später wurde er als zweites Mitglied nach Rolin-Jaequemyns zum Ehrenpräsidenten ernannt.

### Moynier und die Friedensbewegung

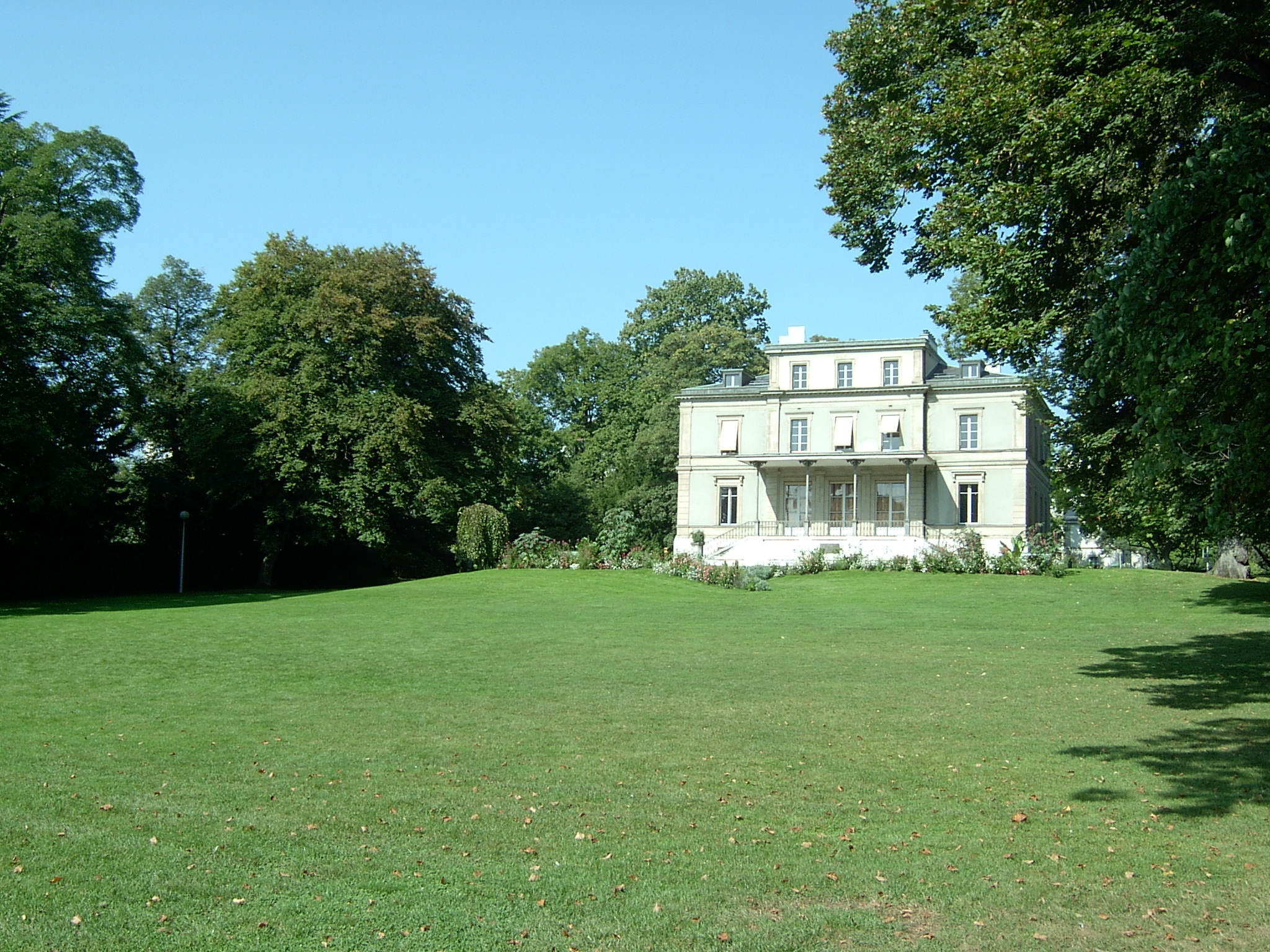
Das Familienanwesen, die Villa Moynier im Genfer Parc Moynier

Im Mai 1868 war Moynier darüber hinaus Mitglied der Ligue internationale et permanente de la Paix, der von Frédéric Passy ein Jahr zuvor gegründeten Internationalen Friedensliga, geworden. Da er innerhalb des ersten Jahres nach Gründung der Liga beigetreten war, gilt Moynier auch für die Ligue internationale et permanente de la Paix als Gründungsmitglied. Einer der Gründe für seinen Beitritt waren Vorwürfe von Friedensaktivisten, dass die Tätigkeit des Roten Kreuzes Kriege erträglicher und damit wahrscheinlicher machen würde. Er selbst war stets der Meinung, dass die Friedensbewegung und die Rotkreuz-Bewegung vereint seien in der Ablehnung des Krieges, jedoch unterschiedliche Mittel und Wege nutzen würden zum Erreichen dieses Ziels. Obwohl er Krieg als „düstere Krankheit“ und Schlichtung, Abrüstung sowie die Verbreitung pazifistischer Ideale als Ansätze zu deren Behandlung ansah, war er sich auch der Unzulänglichkeiten dieser Mittel bewusst. Den Beitrag der Idee des Roten Kreuzes zum Frieden sah er insbesondere im Abbau nationaler Egoismen, der aus der Verpflichtung der Rotkreuz-Gesellschaften zu unterschiedsloser Hilfeleistung resultierte.
Moynier wurde in den Jahren 1901, 1902, 1903 und 1905 von Fredrik Herman Rikard Kleen, einem Mitglied des Institut de Droit international, für den Friedensnobelpreis nominiert. Im Gegensatz zu Dunant, der 1901 zusammen mit Frédéric Passy bei der erstmaligen Verleihung des Preises ausgezeichnet wurde, erhielt er diesen jedoch nicht. Dem IKRK wurde in den Jahren 1917, 1944 und 1963 als bisher einzigem Preisträger dreimal der Friedensnobelpreis verliehen. Auch die Arbeit des Instituts de Droit international wurde im Jahr 1904, und damit noch zu Lebzeiten Moyniers, mit dem Preis gewürdigt. Obwohl ihm selbst diese Anerkennung nie zuteilwurde, ist es somit seine wesentliche Lebensleistung, an der Gründung und Entwicklung von zwei mit dem Friedensnobelpreis ausgezeichneten Institutionen massgeblich beteiligt gewesen zu sein.

### Wirken als Generalkonsul des Kongo-Freistaates
Moynier unterstützte die Kolonialbestrebungen Belgiens unter König Leopold II. in der afrikanischen Kongo-Region ab 1976. So begründete er 1879 die monatlich erscheinende Zeitschrift „L'Afrique explorée et civilisée“ und wurde von Leopold II. am 22. Mai 1890 zum Generalkonsul des Kongo-Freistaates ernannt. Ein Aufsatz von ihm, den er 1883 dem Institut de Droit international präsentiert hatte und der an alle europäischen Regierungen verschickt wurde, trug entscheidend zur Anerkennung des von Leopold II. ausgerufenen Kongo-Freistaates durch die internationale Kongokonferenz in Berlin im Jahr 1885 bei. Angesichts von Moyniers sonstigen Aktivitäten im Bereich des internationalen Rechts erscheint es aus heutiger Sicht fragwürdig, warum er die völkerrechtlich einzigartige Vereinnahmung des Kongos durch Leopold II. als dessen Privatbesitz unterstützte. Wahrscheinlich spielten dabei seine christlichen Überzeugungen zu Fragen der Wohltätigkeit und des Gemeinwohls eine Rolle. König Leopold II. hatte 1876 im Rahmen einer internationalen Konferenz die Gründung eines gemeinnützigen Komitees zur «Verbreitung der Zivilisation unter den Völkern der Kongoregion durch wissenschaftliche Untersuchung, legalen Handel und Kampf gegen arabische Sklavenhändler» vorgeschlagen und später die «Brüsseler Konferenzen» zur Bekämpfung des Sklavenhandels ins Leben gerufen. Die Ablehnung des Sklavenhandels durch Leopold II. war allerdings angesichts seines Vorgehens im Kongo kaum mehr als ein Versuch zur Verschleierung der dortigen kolonialen Realität. Sie deckte sich aber aus Moyniers Sicht mit dessen Forderungen nach einer Abschaffung der Sklaverei, einer für die damalige Zeit nicht selbstverständlichen Position. Am 11. Januar 1904 trat er aus gesundheitlichen Gründen vom Amt des Kongo-Generalkonsuls zurück, im März des gleichen Jahres wurde er zum Ehrenkonsul ernannt.

### Letzte Lebensjahre und Tod

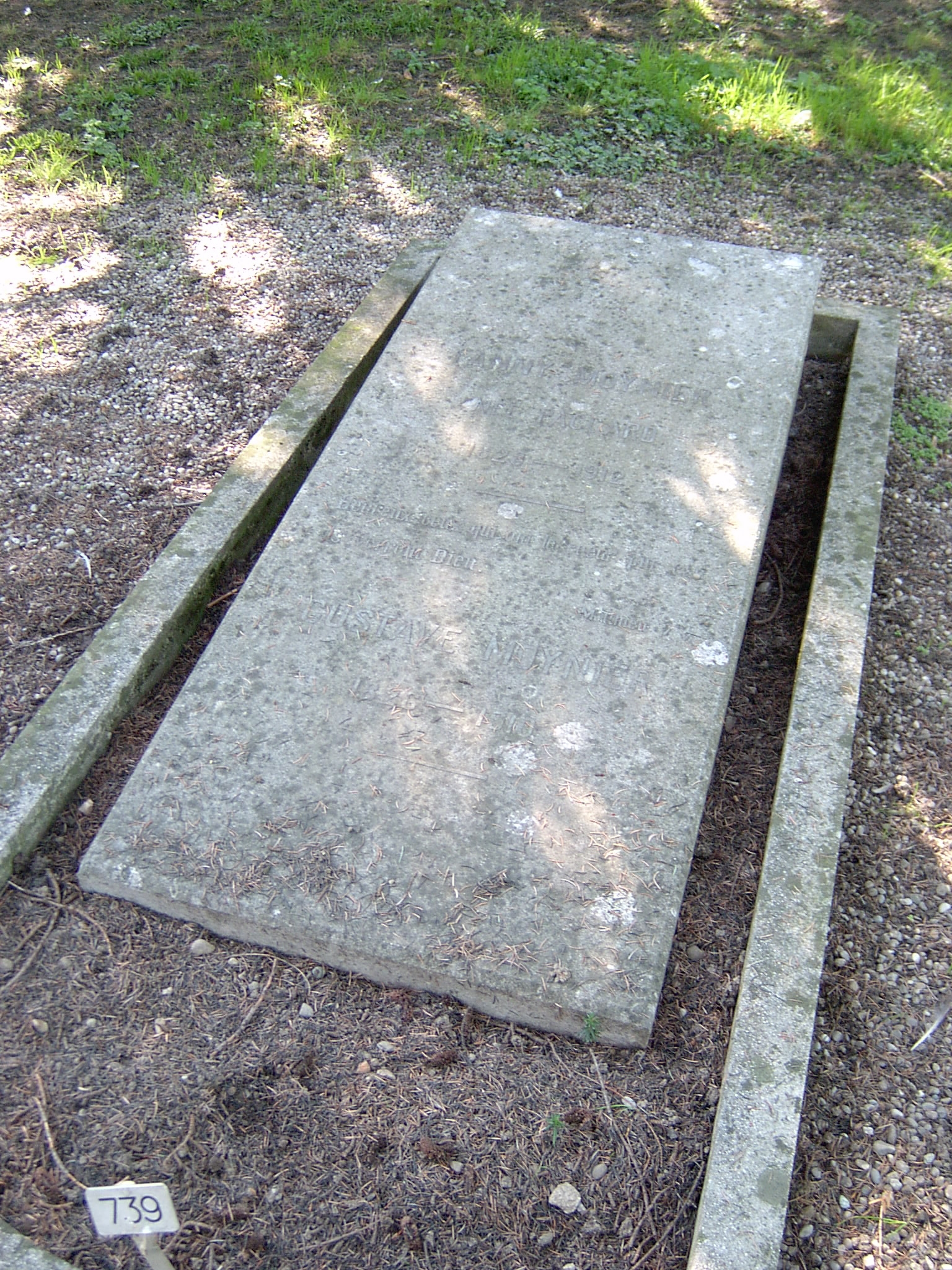
Grabstelle auf dem Cimetière des Rois in Plainpalais, Genf

Im Jahr 1902 stiftete Gustave Moynier 20.000 Schweizer Franken, um aus den Erträgen dieses Kapitals die Finanzierung einer Bibliothek in Genf zu ermöglichen, die sich der Sammlung von Veröffentlichungen zum Völkerrecht und zu humanitären Themen widmen sollte. Diese Bibliothek wurde am 15. Januar 1905 eröffnet. Sie ist heute als Salle Moynier Teil der Stadt- und Universitätsbibliothek Genf und umfasst etwa 1.200 Titel. Darüber hinaus richtete er in den letzten Jahren seines Lebens einen Raum seines Hauses als kleines Museum ein, in dem er seine zahlreichen Auszeichnungen und gesammelten Werke der Öffentlichkeit präsentierte.
Er starb im Jahr 1910 in seiner Heimatstadt, zwei Monate vor Dunant, ohne dass es jemals zu einer Versöhnung zwischen ihnen gekommen war. Sein Grab befindet sich im Bereich G des Cimetière des Rois, einem exklusiven Friedhof in Genf, auf dem neben anderen prominenten Bürgern der Stadt beispielsweise auch der Reformator Johannes Calvin beerdigt wurde. Obwohl Moynier in den letzten Jahren alle administrativen Aufgaben innerhalb des Internationalen Komitees vom Roten Kreuz abgegeben hatte, blieb er bis zu seinem Tod dessen Präsident. In der Geschichte des Komitees war er damit der Präsident mit der längsten Amtszeit und, durch Dunants frühen Ausschluss und den Tod der anderen drei Gründer (1869 - Théodore Maunoir; 1875 - Guillaume-Henri Dufour; 1898 - Louis Appia), das letzte noch verbliebene Mitglied aus dem ursprünglichen Komitee der Fünf.
Sein Nachfolger im Amt des Präsidenten wurde sein Neffe Gustave Ador, der bereits seit 1870 Mitglied des Komitees war. Auch sein Sohn Adolphe, der wie sein Vater Jura studiert hatte und als Börsenmakler tätig war, stand von 1898 bis 1918 als Schatzmeister im Dienst des IKRK. Die Villa Moynier am Genfersee, das frühere Familienanwesen und zwischenzeitlich Sitz des IKRK, wird heute von der Universität Genf und vom Europäischen Kulturzentrum Genf genutzt.

## Rezeption und Nachwirkung

### Lebenswerk
Es ist angesichts von Moyniers Aktivitäten nicht angemessen, ihn hinsichtlich seiner historischen Bedeutung nur als den Widersacher von Henry Dunant zu betrachten. Durch sein langjähriges Wirken als Präsident des IKRK gelang es ihm, die entstehende Rotkreuz-Bewegung zu konsolidieren und damit wesentlich zur Verbreitung der Idee des Roten Kreuzes beizutragen. Sowohl mit seiner Arbeit im Internationalen Komitee vom Roten Kreuz als auch mit der Gründung und Tätigkeit des Institut de Droit international hatte er darüber hinaus entscheidenden Anteil an der Entstehung und Fortentwicklung des humanitären Völkerrechts. Durch seinen Einsatz für das humanitäre Völkerrecht trug er auch dazu bei, der Rotkreuz-Bewegung eine säkulare, auf juristischen Prinzipien beruhende normative Grundlage zu geben. Trotz seiner eigenen calvinistischen Überzeugungen gab er somit bewusst einer universell akzeptablen Basis den Vorzug vor den ursprünglich christlichen Idealen, die zur Gründung des Internationalen Komitees geführt hatten. Er verstand dabei die im humanitären Völkerrecht formulierten Regeln als «la philosophie naturelle», also als natürliches Recht, das unabhängig von religiösen Glaubensgrundsätzen gilt. Sein Wirken war jedoch auch, insbesondere in späteren Jahren, durch eine sehr konservative Grundhaltung geprägt. Er wollte vor allem Erreichtes beziehungsweise Bestehendes bewahren und es nicht durch Änderungen und Erweiterungen gefährden. Anders als Henry Dunant und Louis Appia widersetzte er sich beispielsweise während seiner gesamten Amtszeit einer Ausweitung der Zuständigkeiten der Rotkreuz-Bewegung auf Aktivitäten zugunsten von Kriegsgefangenen oder Flüchtlingen, oder in Friedenszeiten für die Opfer von Naturkatastrophen. Er trat diesbezüglich für eine Beibehaltung des ursprünglichen Mandates und für eine strikte Trennung zwischen verwundeten Soldaten und nicht verwundeten Kriegsopfern ein.
Im Gegensatz zu Dunants charismatischem Idealismus beruhte die Tätigkeit – und der Erfolg – von Moynier auf pragmatischer Geduld, Diplomatie und Beharrlichkeit. Er galt als charakterfest und unerschütterlich hinsichtlich seiner moralischen und religiösen Prinzipien. Gleichwohl wurde seine Persönlichkeit als scheu, humorlos und selbstzweifelnd beschrieben, gekennzeichnet von einem religiös begründeten ängstlichen Streben nach Erfolg und Anerkennung sowie einem ausgeprägten Mangel an Selbstbewusstsein. Im Gegensatz zu Henry Dunants religiösen Vorstellungen insbesondere in dessen späteren Jahren war der Glauben von Moynier jedoch nicht von mystischen Ideen, sondern vor allem von Rationalismus geprägt. Sein persönlicher Umgang mit Dunant beruhte zum einen auf der Angst davor, dass dessen aus Moyniers Sicht übertriebener Eifer und Idealismus die Idee des Roten Kreuzes scheitern lassen würde. Ein weiterer Grund insbesondere in seinen späteren Lebensjahren war die vor allem in der Nobelpreisverleihung an Dunant zum Ausdruck kommende und nach Moyniers Meinung ungerechtfertigte Bewertung seines eigenen jahrzehntelangen Wirkens im Vergleich zu dem, was Dunant mit seinem Buch innerhalb kurzer Zeit erreicht hatte. Allerdings stellen einige Autoren auch die Sichtweise in Frage, dass Dunant und Moynier gleichermassen an der Entstehung des Roten Kreuzes beteiligt gewesen wären und dass das Wirken von beiden eine wichtige Voraussetzung für den Erfolg gewesen sei. Aufgrund der grundlegend verschiedenen Ideale und Charaktereigenschaften beider Protagonisten sei es vielmehr sehr unwahrscheinlich, dass es eine substantielle Zusammenarbeit für ein gemeinsames Ziel mit sich gegenseitig ergänzenden Bestrebungen gegeben habe oder hätte geben können. Eine diesbezügliche Darstellung der Rotkreuz-Geschichte entspringt dieser Ansicht nach dem Bestreben, die Bedeutung der Aktivitäten Moyniers zu beschönigen (siehe dazu Ottaviani et al. in Vesalius, 2005).
In seiner Studie von 1998 untersuchte Albert Wirz das Spannungsfeld zwischen Philanthropie und Kolonialismus in der Schweiz. Dabei stellte er fest, dass die frühe Geschichte des Rotkreuzgedankens beziehungsweise des kolonialen Denkens und Handelns der Begründer des Roten Kreuzes, allen voran Henry Dunant und Gustave Moynier, ein besonders instruktives Beispiel für die enge Verwandtschaft von Fortschritt und Barbarei darstellt. Beide waren Philanthropen mit kolonialen Zielen. Für Moynier war der Prozess der „Zivilisierung“ des Kongobeckens unabwendbar und notwendig. Er strebte eine friedliche Gestaltung an, da er diese Zivilisierung auch als Wiedergutmachung für den transatlantischen Sklavenhandel interpretierte. Dazu strebte er eine vertragliche Garantie der Freiheit der Schifffahrt, der Handels-, Religions- und Niederlassungsfreiheit im Kongobecken durch die Mächte an. Dabei ging Moynier davon aus, dass nur europäische Mächte als Vertragspartner in Frage kamen. Die Flussanrainer wurden als „Wilde“ von diesem Recht ausgeschlossen. Moynier stellte das Recht auf Kolonisation nie in Frage. Er leitete es aus dem universellen Gesetz des Fortschritts und dem „höheren Entwicklungsstand“ der „Weissen Rasse“ her. Die von Bismarck einberufene Berliner Kongo-Konferenz von 1884/85 erklärte das Kongobecken zwar, wie Moynier und verschiedene Handelskammern, Missionsgesellschaften und die Friedensbewegung vorgeschlagen hatten, zu einer Freihandelszone, übertrug jedoch die Souveränitätsrechte dem belgischen König. Damit war die Schaffung einer einzelnen Kolonie besiegelt, des sogenannten Kongo-Freistaats. Im Laufe einiger Jahre musste Moynier erleben, dass im Kongo mit der Kolonisation eine Periode der Raubwirtschaft begann. Bald kamen Stimmen auf, welche die Verhältnisse im Kongo kritisierten. Unter ihnen waren die beiden Schweizer Hermann Christ-Socin, ein für die Basler Mission tätiger Jurist, und René Claparède aus Genf, die sich für die Rechte der Eingeborenen im Kongo einsetzten. Sie gründeten 1908 gemeinsam mit zwei weiteren engagierten Männern die Schweizer Sektion der Liga zum Schutz der Eingeborenen im Kongostaat. Mit klaren Anklageschriften brachten sie ihr Anliegen einer breiten Öffentlichkeit nahe. Moynier dürfte diese Entwicklung als persönliche Tragödie erlebt haben. Moynier, ein Kind seiner Zeit, betrachtete die Bewohner des äquatorialen Afrika als primitive Wesen, denen er jede Kultur absprach und die er aus dem Verband der Zivilisierten ausschloss. Laut Wirz ist Moynier hoch anzurechnen, dass er kein Rassist war, obgleich er in krassen Klassenkategorien dachte. Sein Denken ist von Ambivalenz geprägt. Dies wird deutlich, wenn Moynier erklärt, dass sich die Schwarzen im Kontakt mit den Weissen „humanisieren“ und dann betont, dass „die Neger“ fähig seien, selbst jenes höhere Wissen zu erwerben, das nötig sei, um Arzt, Rechtsanwalt, Professor oder Parlamentarier zu werden.

### Auszeichnungen und Würdigung

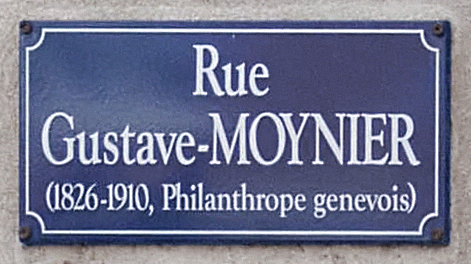
Rue Gustave-Moynier in Genf

Das Wirken von Gustave Moynier wurde bereits zu seinen Lebzeiten in vielfältiger Weise gewürdigt. So ernannten ihn mehrere nationale Rotkreuz-Gesellschaften zum Ehrenmitglied. Im Oktober 1867 erhielt er, wie sieben Jahre zuvor Henry Dunant und Louis Appia, mit dem Orden des Heiligen Mauritius und Lazarus die zweithöchste Auszeichnung des Königreichs Italien und zwei Jahre später den Orden vom Niederländischen Löwen. Von Seiten der deutschen Königshäuser wurde er unter anderem im Juni 1869 zum Ritter zweiter Klasse des preussischen Kronenordens ernannt, im Februar 1870 wurde er mit dem Kommenturkreuz zweiter Klasse des württembergischen Friedrichs-Ordens ausgezeichnet. Im August 1871 erfolgte seine Aufnahme als Offizier in die französische Ehrenlegion. Die Universität Bern ernannte ihn im Oktober 1885 zum Ehrendoktor der Rechtswissenschaften. Zwei Jahre später erhielt er mit dem Orden der Aufgehenden Sonne die höchste Auszeichnung, die in Japan an Ausländer verliehen werden kann. Im Juni 1898 wurde in den Vereinigten Staaten das erste Hospitalschiff in der Geschichte unter der Flagge des Roten Kreuzes auf den Namen „Moynier“ getauft. Die Universität Genf verlieh ihm im Juni 1901 das Ehrendoktorat in Soziologie, ein Jahr später wurde er zum ausländischen assoziierten Mitglied der Académie des sciences morales et politiques ernannt. Im April 1903 erhielt er von der Medizinischen Fakultät der Universität Heidelberg zusammen mit Henry Dunant die Ehrendoktorwürde. Der Parc Moynier und die Strasse Rue Gustave-Moynier in Genf sind nach ihm benannt worden, eine Gedenkbüste befindet sich im Genfer Parc des Bastions.

### Literarische Darstellung
Eine frühe Darstellung der Rolle von Gustave Moynier in der Rotkreuz-Geschichte ist das Werk „Le Berceau de la Croix Rouge“ des Historikers Alexis François von der Universität Genf, das 1918 in Genf und damit acht Jahre nach Moyniers Tod herausgegeben wurde und eine der ersten historischen Studien zur Entstehung des Roten Kreuzes war. Das 2005 erschienene Buch „The Geneva Convention: The Hidden Origins of the Red Cross“ der irischstämmigen und in Genf ansässigen Autorin Angela Bennett stellt die Phase des Lebens von Gustave Moynier dar, die 1864 zum Abschluss der ersten Genfer Konvention führte und dabei durch den sich verschärfenden Konflikt mit Henry Dunant geprägt war. Das Werk beschreibt wechselweise das Wirken beider Protagonisten und ihren jeweiligen Anteil am Erfolg der gemeinsamen Bemühungen. Eine umfassende Biographie wurde, basierend auf einem unvollendeten Manuskript André Durands, vom Genfer Juristen und Historiker Jean de Senarclens im Jahr 2000 in französischer Sprache und 2005 als englischsprachige Übersetzung veröffentlicht.

## Werke (Auswahl)
- La guerre et la charité. Traité théorique et pratique de philanthropie appliquée aux armées en campagne. Cherbuliez, Paris und Genf 1867 (zusammen mit Louis Appia)
- Les institutions ouvrières de la Suisse. Mémoire. Cherbuliez, Genf 1867
- La Croix-Rouge, son passé et son avenir. Sandoz et Thuillier, Paris 1882
- But et Organisation générale de la Croix Rouge. Genf 1889
- L'institut de droit international. Picard, Paris 1890
- Conférence sur la Convention de Genève. Soullier, Genf 1891